# Hypomyces linkii
Hypomyces linkii är en svampart som beskrevs av Tul. 1860. Hypomyces linkii ingår i släktet Hypomyces och familjen Hypocreaceae.   Inga underarter finns listade i Catalogue of Life.